# Epermenia insecurella
Epermenia insecurella — вид лускокрилих комах родини зонтичних молей (Epermeniidae).

## Поширення
Вид поширений в Європі, Малій Азії, на Близькому Сході, у Середній Азій та Монголії. Присутній у фауні України.

## Опис
Розмах крил 9-11 мм.

## Спосіб життя
Метелики літають у двох поколіннях з травня по серпень. Личинки живляться листям Thesium humifusum і Thesium inophyllon. Спочатку вони мінують листя своєї рослини-господаря. Молоді личинки утворюють невелику, неправильну коридорну шахту. Старші личинки вільно живуть на рослині-господарі. Личинок можна зустріти з квітня по червень і знову в липні. Вони жовті з блискучою чорною головою.